# Sebastian Sprenger
Sebastian Sprenger (* 1972 in München) ist ein deutscher Komponist und Musiktheoretiker.

## Leben
Sprenger besuchte von 1983 bis 1992 das humanistische Wirsberg-Gymnasium in Würzburg  und erhielt in dieser Zeit privaten Klavierunterricht bei Rudolf Ramming. Von 1982 bis 1987 war er Mitglied der Würzburger Domsingknaben unter Siegfried Koesler. Während seiner Schulzeit war Sprenger Gaststudent an der Hochschule für Musik Würzburg im Fach Komposition bei Bertold Hummel und Heinz Winbeck sowie am Hermann-Zilcher-Konservatorium Würzburg im Fach Kontrabass bei Günter Mittelsteiner.
Nach Abitur und Zivildienst studierte Sprenger Komposition und Musiktheorie an der Hochschule für Musik und Theater Hamburg, zunächst bei Dieter Einfeldt, später bei Manfred Stahnke.
Eine langjährige Zusammenarbeit verbindet ihn mit der Grundschule Eulenkrugstraße in Hamburg-Volksdorf (2004 als „Musikalischste Grundschule Deutschlands“ ausgezeichnet). Für den Chor dieser Schule schrieb Sprenger mehrere Werke. Seit 2001 erteilt er dort Klavierunterricht. Seit 2001 ist Sprenger als Kirchenmusiker an der Kirche St. Nicolaus der Evangelischen Stiftung Alsterdorf tätig. Er organisiert dort u. a. eine Konzertreihe mit dem Schwerpunkt auf zeitgenössischer Kammer- und Weltmusik. Von 2006 bis 2010 leitete Sprenger gemeinsam mit Anna-Elisabeth Ubbelohde den Hamburger Kammerchor „Ensemble Magnificat“. Seit 2007 unterrichtet Sprenger an der Hochschule für Musik und Theater u. a. die Fächer Musiktheorie, Gehörbildung und Werkanalyse. Am International College of Music (ICoM) Hamburg ist Sprenger seit 2008 als Dozent für die Fächer Komposition, Musiktheorie, Allgemeine Musiklehre und Werkanalyse tätig.
Sprenger erhielt Kompositionsaufträge u. a. vom NDR, vom Landesmusikrat Hamburg, der Staatlichen Jugendmusikschule Hamburg, vom Arbeitskreis Musik in der Jugend sowie der HamburgMusik gGmbH – Elbphilharmonie und Laeiszhalle Betriebsgesellschaft.
Seine Werke erklangen u. a. bei der Münchener Biennale, dem Internationalen Minimal-Music-Festival Kassel, den ChorKonzertTagen Nordwest des Verbandes Deutscher KonzertChöre sowie dem interkulturellen Festival „Eigenarten“ (Hamburg).
Kompositionen von Sprenger sind verlegt bei Boosey & Hawkes, Eres Edition und Edition Daminus.

## Werke (Auswahl)

### Werke fürs Kinder- und Jugendmusiktheater
- Die Reise nach Lunaland (2001, Text: Sören Ingwersen) für Soli, Chor und Klavier
- Die Zaubertröte (2002, Text: Sören Ingwersen) für Soli, Chor und Klavier
- Der Vogel Buntschu (2004, Text: Sören Ingwersen) für Soli, fünf Kinderchöre und Klavier
- Henrietta und die Feuerfee (2008, Text: Sören Ingwersen) für Soli, Chor und Kammer-Ensemble
- Vier Lieder zu „Emil und Detektive“ (2011, Text: Sebastian Sprenger nach Motiven aus Erich Kästners gleichnamigem Roman) für Soli, Chor und Klavier

### Chor- und Orchesterwerke
- Notturno (1996) für Querflöte und Kammerorchester
- Concertino (1998) für Fagott und Streichorchester
- O nobilissima viriditas (2005, Text: Hildegard von Bingen) für Sopran- und Mezzosopran-Solo und Kammerorchester
- Nachtgesang (2006, Text: Friedrich Rückert) für Sopran- und Mezzosopran-Solo, zwei Chöre und Orchester

### Kammermusik
- media vita … (2003) für Gitarren-Ensemble und drei Schlagzeuger
- Tu iridem aspicies (2004) für zwei Gitarren
- Chant spirituel (2006) für zwei Gitarren
- The three graces of India (2007) für drei Querflöten und Borduninstrument(e)
- tunatya (2008) für Violoncello und Monochord
- Six chants pour accompagner l‘âme dans l’au-delà  (2012) für Violine und Klavier
- Atem-Fragmente (2013) für Akkordeon, Orgel und Klavier
- Zwei Gesänge nach Gedichten von Xue Tao (2014) für Sopran und Klavier

### Solo-Werke
- Auf seitlichen Pfaden (1997) für Violoncello-solo
- 5′33″ (2000) für Klavier-solo
- shunyata (2006) für Orgel-solo
- tempus recurvatum (2007) für Querflöte-solo (Bordun-Instrument ad lib.)
- stasis/unquietness (2009) für Klavier-solo
- yuan (2010) für Guzheng-solo
- Quatre esquisses sur un Japon imaginaire (2011) für Klavier-solo
- pratityasamutpada (2013) für Klavier-solo